# Réception dans l'ordre du Temple
Cet article décrit les critères que doivent rencontrer un postulant pour joindre l'Ordre du Temple et le déroulement de la réception du postulant dans l'ordre.

## Généralités
Les commanderies ont, entre autres, pour rôle d'assurer de façon permanente le recrutement des frères de l'ordre. Ce recrutement devait être le plus large possible. Ainsi, les hommes laïcs de la noblesse et de la paysannerie libre pouvaient prétendre à être reçus au sein de l'ordre s'ils répondaient aux critères exigés par ce dernier.
Tout d'abord, l'entrée dans l'ordre était gratuite et volontaire. Il était nécessaire que le candidat soit motivé car il n'y avait pas de période d'essai par le noviciat. L'entrée était directe (prononciation des vœux) et définitive (à vie). Le candidat pouvait être pauvre. Avant toute chose, il faisait don de lui-même.
Les principaux critères étaient les suivants :
- être âgé de plus de 18 ans (la majorité pour les garçons était à 16 ans) (article 58) ;
- ne pas être fiancé (article 669) ;
- ne pas faire partie d'un autre ordre (article 670) ;
- ne pas être endetté (article 671) ;
- être en parfaite santé mentale et physique (ne pas être estropié) (article 672) ;
- n'avoir soudoyé personne pour être reçu dans l'ordre (article 673) ;
- être homme libre (le serf d'aucun homme) (article 673) ;
- ne pas être excommunié (article 674).

Le candidat était prévenu qu'en cas de mensonge prouvé, il serait immédiatement renvoyé."… si vous en mentiez, vous en seriez parjure et en pourriez perdre la maison, ce dont dieu vous garde." (Extrait de article 668)

## La cérémonie
La version primitive de la règle de l'ordre consacre un article sur comment on doit recevoir les frères. En voici un extrait :
Si un chevalier séculier, ou tout autre homme, veut s'en aller de la masse de perdition et abandonner ce siècle et choisir la vie commune du Temple, ne vous pressez pas trop pour le recevoir. Car ainsi le dit messire saint Paul : probate spiritus si ex Deo sunt, c'est-à-dire Éprouvez l'esprit pour voir s'il vient de Dieu. Article 55.
Ainsi, avant la cérémonie de réception dans l'ordre, on relève plusieurs phases progressives qui ont pour objectif de faire réfléchir le candidat, de l'informer sur les réalités de la vie dans l'ordre et enfin d'évaluer la force de son désir d'engagement. La durée de cette période était laissée à la discrétion du chapitre de la commanderie, c’est-à-dire à l'ensemble des frères, et pouvait être variable selon les cas. 
Tout le déroulement de la réception est indiqué précisément dans les derniers articles des retraits de la Règle (articles 657 à 686).
Le candidat fait sa demande d'incorporation dans l'ordre auprès d'une communauté de frères qui peut être en Occident comme en Orient. 
Lorsqu'il a fait sa demande, le candidat est immédiatement averti des duretés de la vie templière. Cette première mise en garde est faite par deux ou trois frères des plus anciens de la commanderie donc parmi ceux qui en ont la plus grande expérience. Puis, ceux-ci le questionnent pour savoir s'il répond aux critères demandés.
Les frères font ensuite part de ce premier entretien au maître (commandeur) lors d'une tenue de chapitre et confirment que le candidat est recevable. Le commandeur fait alors entrer le candidat dans la salle du chapitre. À genou et les mains jointes, celui-ci doit confirmer devant l'assemblée des frères son désir d'être reçu dans l'ordre. 
La version française de la règle à l'article 55 indique : 
Pour que la compagnie des frères lui soit donnée, que la règle soit lue devant lui et s'il veut obéir à ses commandements, s'il plaît au maître et aux frères de le recevoir, qu'il montre sa volonté et son désir aux frères assemblés en chapitre et devant tous et qu'il fasse sa demande avec courage.
C'est alors que le commandeur réitère l'avertissement de la dureté des commandements de la vie templière : le candidat ne doit pas être ébloui par l'apparence des frères et les avantages qu'il pourrait en tirer (leurs beaux chevaux, leurs beaux équipements, le boire et le manger, et leurs belles robes…) mais doit savoir que rien de ce qu'il fera ne sera jamais plus commandé par son désir personnel Car à grand peine vous ne ferez la chose que vous voudrez.
Le commandeur indique au candidat que son désir d'entrer dans l'ordre doit se fonder sur trois points (article 663) : 
- échapper au péché de ce monde ;
- servir Dieu ;
- être pauvre et faire pénitence.

Ainsi le candidat doit rechercher le salut de son âme.
Le candidat sort de la salle. Le commandeur prend conseil auprès des frères pour savoir si au moins l'un d'entre eux a des raisons de s'opposer à la réception. 
Puis, le candidat rejoint le chapitre et doit à nouveau formuler sa demande à genoux les mains jointes. Le commandeur insiste : 
Avez-vous bien réfléchi, beau frère, si vous voulez être serf et esclave de la maison et si vous voulez laisser votre propre volonté tous les jours pour faire celle d'autrui ? Et voulez-vous souffrir toutes les duretés que l'on vous fera ?
Si la réponse est affirmative, alors le chapitre se lève pour prier. Puis, sur le livre ouvert des Evangiles, le candidat doit répondre aux questions qui lui sont posées au sujet des différents critères énumérés plus haut. Il ne doit pas mentir sous peine d'être renvoyé de l'ordre. 
Le candidat prononce ses vœux et promesses. (articles 675 et 676) 
Le commandeur prononce la phrase solennelle d'accueil dans l'ordre (article 677) : Et nous, de par Dieu et de par Notre-Dame Sainte-Marie et de par notre monseigneur Saint-Pierre de Rome, et par notre père le pape et de tous les frères du Temple, nous vous accueillons à tous les bienfaits de la maison (…) Nous vous promettons du pain et de l'eau et la pauvre robe de la maison et du travail assez.
Puis, il lui remet le manteau qu'il lui attache au cou par des lacets. Le frère chapelain dit le psaume Ecce quam bonum et quam jucundum habitares frates…, (Voici qu'il est bon, qu'il est agréable d'habiter tous ensemble en frères…), puis il chante l'oraison du Saint-Esprit et les frères disent un patenôtre. L'officiant fait se relever le nouveau frère et l'embrasse sur la bouche qui est le baiser d'hommage féodal. Il le fait asseoir et lui souhaite la bienvenue dans la belle compagnie comme est la chevalerie du Temple. Puis il lui recommande de ne rien faire qui puisse lui faire perdre cette compagnie. Il l'avertit que bientôt il sera prévenu du règlement et informé du comportement à adopter au sein de l'ordre.

### Les promesses d'engagement
L'entrée dans les ordres monastiques se caractérise par la prononciation de trois vœux : d'obéissance, de chasteté et de pauvreté.
Selon la Règle du Temple, le candidat doit prononcer une série de sept promesses faites à Dieu et à Notre-Dame, dont celles des trois vœux. Ces promesses sont posées par l'officiant sous forme de questions auxquelles le candidat doit répondre Oui, sire, s'il plaît à Dieu.
1. Par la promesse ou le vœu d'obéissance, le candidat s'engage à obéir au maître du Temple et à n'importe quel commandeur qui se trouve au-dessus de lui dans la hiérarchie.
2. La chasteté (chastement) de corps est le deuxième vœu qui l'engage dans la pureté physique et symbolise son courage.
3. La pauvreté concerne une pauvreté matérielle. À partir du moment où il entre dans l'ordre, cet homme ne possède plus rien en propre. Tout ce dont il aura besoin désormais lui sera fourni par l'ordre : logis, nourriture, soins, vêtements, matériel, armes et chevaux.
4. Le candidat s'engage à appliquer dans sa vie quotidienne les bons usages et les bonnes coutumes de la maison. Il s'agit des articles de la Règle, présents et futurs.
5. Il doit exprimer son engagement permanent pour la guerre sainte en aidant à conquérir la sainte terre de Jérusalem.
6. Il promet de rester toute sa vie au sein de l'ordre et de ne jamais le quitter.
7. Il s'engage à ne faire aucun tort aux intérêts des chrétiens où qu'ils se trouvent.

### Devenir un Templier
Entrer dans un ordre monastique exigeait abnégation de soi et retrait de la société. La réception dans l'ordre du Temple était donc conditionnée par la motivation mûrement réfléchie du postulant. Celui-ci était généralement reçu dans une commanderie d'Occident qui devenait son point de départ pour une nouvelle existence. La majorité des hommes du Temple provenait de la petite et de la moyenne noblesse. Mais on pouvait aussi trouver des fils de paysans libres et des fils de la bourgeoisie, c’est-à-dire des notables habitant les bourgs, qui étaient recrutés par les commanderies urbaines.
À partir de là, cet homme œuvrait sur ordre au service des chrétiens de façon anonyme et au péril de sa vie : il abandonnait son patronyme. Ainsi, les Templiers s'appelaient frère Jehan, frère Guillaume, frère Hugues, etc. Seuls les hauts dignitaires conservaient leurs noms de famille pour des raisons liées à leurs fonctions. Il ne faisait rien pour glorifier sa personne car l'entrée dans l'ordre n'était pas un moyen de promotion sociale, sauf pour les hauts dignitaires. Ainsi, pour la grande majorité des chevaliers, tel on était dans le siècle, tel on restait au Temple.
Pour devenir un Templier, il fallait faire ses preuves en étant capable de : 
- respecter les vœux ;
- observer la Règle ;
- obéir à la hiérarchie ;
- accepter des contraintes de la vie en communauté ;
- renoncer aux plaisirs matériels du siècle.

Les frères d'Occident qui répondaient parfaitement à ces attentes étaient désignés par leur commandeur et autorisés à quitter la commanderie pour partir en Orient fournir le contingent de l'armée. 
Pour les hommes de cette époque, les raisons de rejoindre l'ordre du Temple étaient diverses :  l'aspiration au voyage et à la découverte de l'Orient lointain, l'attrait pour l'action (militaire en particulier), la garantie du gîte, du couvert et des soins à vie, le rachat de ses péchés.

## Sources
- Malcolm Barber, Le procès des Templiers, Presses Universitaires Rennaises (traduction d'un ouvrage anglais), 2002  (ISBN 2-86847-679-1)
- Laurent Dailliez, Règles et statuts de l'Ordre du Temple, (version originale et traduction française) éditions Dervy, 1997  (ISBN 2-85076-733-6)
- Alain Demurger, Les Templiers, une chevalerie chrétienne au Moyen Âge, Paris, Seuil, coll. « Points Histoire », 2008 (1re éd. 2005), 664 p., poche (ISBN 978-2-7578-1122-1)